# Meurtre de Philippine Le Noir de Carlan
 (septembre 2024).
Le texte peut changer fréquemment, n’est peut-être pas à jour et peut manquer de recul. 
Le titre et la description de l'acte concerné reposent sur la qualification juridique retenue lors de la rédaction de l'article et peuvent évoluer en même temps que celle-ci.
Le meurtre de Philippine Le Noir de Carlan, plus connu sous le nom de meurtre de Philippine, est une affaire criminelle française survenue en septembre 2024. Le corps de la victime âgée de 19 ans est découvert dans le bois de Boulogne, à Paris, le 21 septembre. Interpellé en Suisse le 24 septembre, le principal suspect, en séjour irrégulier, est extradé et mis en examen pour viol en récidive et pour « meurtre accompagné d’un autre crime » ce qui lui fait encourir la réclusion criminelle à perpétuité.
L'affaire suscite de nombreuses réactions médiatiques et politiques, notamment avec le questionnement sur le suivi des personnes condamnées pour viol, l'éloignement des personnes faisant l'objet d'une OQTF, les critères juridiques permettant au juge de prolonger la rétention administrative d'un étranger en situation irrégulière et la « double peine », ainsi que sur les féminicides en France.

## Biographie de Philippine Le Noir de Carlan
Philippine Le Noir de Carlan est née à Clamart le 10 octobre 2004 dans une famille de six enfants de confession catholique.
La famille Le Noir de Carlan appartient à la noblesse française subsistante d'Ancien Régime. Elle est originaire de Bretagne (Côtes-d'Armor), elle a été maintenue noble en 1669.
La mère de Philippine est professeure de mathématiques et son père physicien pour le commissariat à l’énergie atomique.
Philippine effectue sa scolarité dans un lycée catholique privé avant d'entamer une licence d’économie et d’ingénierie financière à l'université Paris-Dauphine. Elle est cheftaine scout et engagée dans le mouvement des Scouts et Guides de France depuis son enfance. Catholique, elle fréquente régulièrement l’église de Saint-Pierre-du-Lac à  Montigny-le-Bretonneux. Elle vit dans le 16e arrondissement de Paris dans un appartement boulevard Lannes à côté de l'université et retournait dans sa famille à Montigny-le-Bretonneux.

## Déroulement des faits
Après son déjeuner à la cantine de l'université Paris Dauphine le 20 septembre, Philippine Le Noir de Carlan devait se rendre chez ses parents. D’après l’avis de recherche, elle est vue une dernière fois à 14 h. Ne la voyant pas arriver, ses proches tentent de la joindre. Le soir même, vers 23 h, une proche de Philippine se rend au commissariat du 16e arrondissement de Paris. Une procédure pour disparition inquiétante est ouverte. Les proches tentent alors une géolocalisation du téléphone portable qui borne dans la zone du bois de Boulogne.
Une proche de Philippine contacte la fondatrice de l’application The Sorority, qui active une alarme pour signaler un danger et se charge de relayer un avis de recherche auprès du réseau de l'application. La fondatrice estime auprès du Parisien qu’« entre notre application, nos réseaux sociaux et les e-mails, 300 000 personnes ont reçu l’avis de recherche. Avec les partages, on a touché près d’un million d’internautes »,.
À l’appel de la famille, une cinquantaine de personnes se mobilisent et organisent une battue au bois de Boulogne le 21 septembre. Elles retrouvent le téléphone portable de l’étudiante puis à environ 20 mètres, le corps de Philippine est retrouvé partiellement enterré.
Les médecins légistes concluent à une mort par asphyxie sans strangulation.
Les obsèques sont célébrées le 27 septembre 2024 dans la cathédrale Saint-Louis de Versailles, par l'abbé Pierre-Hervé Grosjean. Environ 1 800 personnes sont présentes dans la cathédrale et 1 000 sur le parvis.

## Hommages
La députée Union des droites pour la République Hanane Mansouri organise un rassemblement en hommage à Philippine devant le palais de justice de Vienne en Isère. Un rassemblement perturbé par un groupe de militants avec des profils divers (enseignants, candidats à la députation, militants des droits humains, psychologue spécialisé dans l'enfance ou encore assistant parlementaire…)  venus dénoncer « la récupération politique » en scandant le slogan « Siamo Tutti Antifascisti ». La polémique relayée par des médias nationaux et sur les réseaux sociaux prend une tournure judiciaire : trois personnes, citoyens ou membre du Nouveau Front populaire, sont la cible de cyberharcèlement et déposent plainte au commissariat,.
Le 1er octobre 2024, une minute de silence est observée par l'Assemblée nationale française en son hommage.

## Suites judiciaires

### Enquête de police et instruction judiciaire
La polémique médiatico-politique suscitée par l'événement éclipse la rapidité d’une enquête qualifiée par une source judiciaire de « chef-d’œuvre de l'investigation ». Sans empreinte génétique sur les lieux du crime, les enquêteurs de la brigade criminelle sont parvenus à isoler plusieurs séquences horaires déterminantes en analysant le trafic téléphonique dans deux zones, le secteur du bois de Boulogne et celle où un retrait d'argent liquide à un distributeur de billets de Montreuil (Seine-Saint-Denis) a été effectué avec la carte bancaire de la victime. Des milliers de données ont ensuite été croisées pour identifier le profil d’un suspect, notamment grâce à l'exploitation d'images de vidéosurveillance de la banque où il a effectué le retrait. Le suspect, Taha O., 22 ans, de nationalité marocaine, est ensuite interpellé à la gare de Genève-Cornavin à Genève le 24 septembre 2024.
Un juge d'instruction est chargé, le 24 septembre, de l'enquête ouverte notamment pour homicide et viol concernant la mort à Paris de la jeune étudiante.
Le 6 novembre, le suspect est extradé vers la France et remis aux autorités françaises à Annemasse (Haute-Savoie), à la frontière avec la Suisse. Il est mis en examen le jour même à Paris pour  « meurtre accompagné d’un autre crime »,  et pour viol en récidive.
Le 18 décembre, lors d'un interrogatoire avec la juge d’instruction, Taha O. reconnait avoir tué Philippine mais dit n’avoir aucun souvenir des circonstances.

## Parcours judiciaire du suspect et questionnements associés

### Parcours judiciaire du suspect antérieurement au crime
Le suspect, Taha O. est, d’après des informations transmises par le service police de BFM TV, né en 2002 à Oujda, au Maroc, et est entré en France en juin 2019 via l'Espagne, à l’âge de 17 ans, avec un visa de tourisme. Peu de temps après son arrivée, il est pris en charge par l'aide sociale à l'enfance du Val-d'Oise. Quelques mois après son arrivée, en septembre 2019, Taha viole une étudiante de 23 ans à Taverny, dans ce même département. Identifié grâce à son ADN, il est interpellé et placé en détention provisoire[réf. souhaitée]. Deux ans plus tard, le 5 octobre 2021, il est condamné par la cour d’assises des mineurs du Val-d’Oise à sept ans d’emprisonnement pour ce viol, bénéficiant de l'excuse de minorité lors des faits. Il est détenu à partir de 2019 et libéré en fin de peine en juin 2024. Le 18 juin 2024, en situation irrégulière en France puisqu'il n'est entré sur le territoire national qu'avec un visa de court séjour de trois mois, il se voit notifier une obligation à quitter le territoire français (OQTF) assortie d’une interdiction de retour de dix ans. Le même jour, l’administration française demande un laissez-passer consulaire (LPC) au Maroc. À sa sortie de prison, il est placé au centre de rétention administrative (CRA) de Metz. Son placement est prolongé à trois reprises. Le 3 septembre 2024, un juge des libertés et de la détention ordonne sa libération du centre de rétention. Avant sa sortie, l'administration lui notifie une assignation à résidence dans un hôtel situé dans l'Yonne, assortie d'obligation de pointage pour qu'il ne tente pas de se soustraire à la surveillance de l'administration et à l'exécution de son éloignement du territoire. Deux semaines plus tard, le 19 septembre 2024, il est inscrit au fichier des personnes recherchées par les services préfectoraux car il ne respecte pas son obligation de pointer. Le meurtre de Philippine Le Noir de Carlan survient le lendemain, le 20 septembre 2024.

### Questionnements sur la chaîne pénale et administrative
Si certains professionnels du droit comme Stéphane Maugendre (avocat spécialisé dans le droit des étrangers) et Olivier Cahn (professeur de droit pénal) estiment que les outils législatifs en vigueur sont suffisants, d'autres comme Béatrice Brugère, secrétaire générale du syndicat Unité Magistrats estiment qu’en France, il est impossible d'expulser un mineur étranger « quand bien même, il a commis des crimes ». Parallèlement, plusieurs responsables politiques, de droite comme de gauche, mettent en cause la chaîne pénale et administrative et certains dysfonctionnements.

#### Quelles mesures pour prévenir la récidive?
En 2021, 5 % des condamnés pour viol étaient en récidive légale. Dans une lettre du 29 septembre 2024 à l’AFP, la précédente victime du suspect demande que la récidive des crimes sexuels soit mieux prévenue et demande « le lancement d’une commission d’enquête sur la prévention de la récidive dans les cas de crimes sexuels et sexistes »,.
La loi prévoit un accès aux soins psychiatriques et parfois psychologiques aux détenus aussi bien avant qu'après leur procès. Mais face à la surpopulation carcérale, la question de « l'effectivité de l'accès aux soins » se pose. Si les détenus sont « plutôt en forte demande », les « moyens de la psychiatrie hospitalière font qu'on doit limiter le nombre de rencontres » avec les soignants. Se pose le même problème avec les « services de probation », qui œuvrent à l'insertion des détenus.

#### Pourquoi le laissez-passer consulaire n’a pas été envoyé dans les temps par le Maroc?
L’exécution d'une obligation de quitter le territoire français pour un étranger en situation irrégulière nécessite des documents de voyage et notamment un laissez-passer consulaire (LPC), délivré par le pays d’origine de l'étranger. En fonction des relations diplomatiques, ce document peut être difficile à obtenir pour l'administration française. Concernant le Maroc, pays d'origine du suspect, le président Emmanuel Macron reconnaît le 30 juillet, dans une lettre adressée au roi du Maroc que « le présent et l’avenir du Sahara occidental s’inscrivent dans le cadre de la souveraineté marocaine », un revirement diplomatique majeur car la diplomatie française avait, jusqu’ici, toujours veillé à ménager autant Alger que Rabat dans ce conflit vieux de soixante-dix ans, mais avec en sous-entendu une volonté de faciliter la délivrance des laissez-passer consulaires.
Dans le cas de Taha O., le préfet présente une demande de laissez-passer consulaire au consulat du Maroc à Dijon le 18 juin. Le service central du Ministère de l'Intérieur, la DGEF, s'est estimé compétent après sollicitation d'une saisine de sa part par les autorités marocaines et a formulé une nouvelle demande auprès des autorités marocaines le 18 juillet 2024, occasionnant ainsi un mois de retard dans l'instruction. La prise d'empreintes digitales, indispensable à l'identification de l'étranger, n'a été demandé aux gendarmes, par les services de la Préfecture, que le 15 juillet 2024, avec un retour dès le lendemain. Le LPC est finalement délivré trop tard, le 4 septembre 2024, soit le lendemain de la libération de Taha O.
Lors d’une conférence de presse à Rabat, le ministre des Affaires étrangères marocain, Nasser Bourita, affirme que « le Maroc est prêt à rapatrier tout migrant irrégulier dont il est attesté qu’il est Marocain et est parti depuis le territoire marocain ». Il s'interroge aussi : « Le Maroc est prêt, mais est-ce que l’autre partie est capable de le faire ? », estimant que Rabat n’avait « pas à recevoir de leçons » en matière de lutte contre l’immigration clandestine. Bruno Retailleau indique toutefois qu’en 2023, la France a délivré au Maroc 238 750 visas, mais n’a obtenu « que 725 laissez-passer ».

#### Pourquoi le suspect a-t-il été libéré avant la fin du délai légal de rétention de 90 jours?
Après le placement de quatre jours, une première autorisation du juge des libertés et de la détention (JLD) est nécessaire pour une prolongation de 26 jours, puis une nouvelle pour une prolongation de 30 jours, et enfin, une troisième, pour quinze jours. Concernant le cas de Taha O., les trois prolongations sont délivrées respectivement le 23 juin, le 20 juillet et le 19 août.
Une quatrième prolongation, encore plus exceptionnelle, de quinze jours, est possible. Taha O. n’ayant pas montré la moindre menace pendant sa rétention et aucune information n’ayant été reçue concernant les documents de voyage, le juge des libertés et de la détention a remis en liberté Taha O., 15 jours avant la fin légale du délai de 90 jours, tout en reconnaissant la dangerosité de l’individu dans la rédaction de l'ordonnance de refus de la prolongation.

### Question connexe: sécurité du bois de Boulogne
Avec cet événement , est remise en lumière la question de la sécurité du Bois de Boulogne. Lieu de prostitution, en particulier celle de travailleuses du sexe venues d’Amérique du Sud, cet espace attire une population marginalisée, générant une délinquance où se mêlent vols, agressions et usages de drogue. Les affaires criminelles récentes les plus retentissantes sont la mort de Vanesa Campos en août 2018 et l'arrestation en avril 2024 d'« El Indiano » soupçonné d’une centaine de viols de prostitués. Jérémy Redler, maire (LR) du 16e arrondissement, appelle ainsi à la « création d’une brigade de police municipale dédiée et armée, pour faire face à la dangerosité des individus qui peuvent s’y trouver ».
Mais la préfecture de police précise qu'« au-delà de l’action forte des effectifs de l'arrondissement qui y déploient au quotidien des patrouilles pédestres et véhiculées, des unités départementales de la direction de la sécurité de proximité de l'agglomération parisienne (DSPAP) sont aussi régulièrement engagées ». Des cavaliers de la garde républicaine patrouillent également dans les zones les plus touffues. Enfin, le préfet Laurent Nuñez a fait monter en puissance son dispositif. Au lendemain même de la tragédie, le bois de Boulogne est quadrillé jusqu’à 20 h 30 par des unités en tenue de la direction de l’ordre public et de la circulation (DOPC) avec l’appui de la compagnie d'intervention (CSI) de Paris et des « chasseurs » de la brigade anti-criminalité de nuit (Bac-N) chargés d’effectuer une « sécurisation dynamique » du secteur jusqu’à 6 heures du matin. Les effectifs d’arrondissement, quant à eux, sont désormais priés d’assurer une « présence constante en journée au moyen d’équipages en tenue (Brigade territoriale de contact) sur le secteur Muette-Dauphine ainsi que sur la frange concourante du bois de Boulogne ».
Selon un bilan porté à la connaissance du Figaro, les atteintes à l'intégrité physique dans le bois de Boulogne ont baissé de 28,3 % sur les huit premiers mois de 2024 par rapport à la même période de l’année précédente. Le nombre des agressions est passé de 53 à 38, sachant qu’elles avaient déjà baissé de 42,39 % en 2023 par rapport à 2022.

## Réactions
Les réactions tant au niveau national qu'international, tant au niveau politique que dans les médias et l'opinion sont telles que ce simple fait divers devient un fait politique.

### Du chef de l'État au parlement
Le 26 septembre 2024, Emmanuel Macron, en déplacement à Montréal au Canada exprime « l’émotion de toute la Nation » tout en dénonçant un « crime odieux et atroce », et estime qu’il faut « chaque jour mieux protéger les Français ».
Les députés et membres du gouvernement observent le 1er octobre 2024 une minute de silence à l'Assemblée nationale en hommage à la victime, après un soutien à la famille de la part de la présidente de l'Assemblée nationale, Yaël Braun-Pivet « Aucun discours ne saurait combler la perte d’un enfant, mais qu’ils sachent que nous sommes à leurs côtés dans cette terrible épreuve ». Le président du sénat, Gérard Larcher, rend lui-même le même jour un hommage en déclarant « Je crois que la représentation nationale devra tirer toutes les conséquences d’un tel drame afin que plus jamais la vie d’une femme soit ainsi volée ».

### Personnalités politiques: quelle récupération politique?
Alors que la classe politique reste largement muette sur le procès des viols de Mazan, elle s'emballe, droite et extrême droite en tête, à propos du meurtre et du viol de Philippine, commis par un ressortissant marocain en situation irrégulière sur le sol français. La gauche quant à elle dénonce cette récupération mais se saisit également de l'évènement en s'opposant à sa relecture par la droite politique, selon Jean Garrigues, historien spécialiste de la politique. Ce dernier considère que la « récupération politique » consiste pour un camp politique d'utiliser un fait de société pour promouvoir ses thèses, sa lecture du monde et, pourquoi pas, en tirer ensuite un bénéfice électoral. Issue historiquement de l'extrême droite, cette pratique est, selon lui, aujourd'hui le fait de tous les partis. Il distingue cependant deux types de récupération politique : celle dite de « confirmation » (pour le RN, l'immigration illégale constitue un danger) et celle d'« opposition » (Sandrine Rousseau, en revendiquant son féminisme, dont l'un des combats politiques porte sur la lutte contre les féminicides).

#### À l’extrême droite: procès en « laxisme » de la justice
Jordan Bardella, président du Rassemblement national (RN), fustige une « justice irresponsable » et dénonce « le laxisme judiciaire [qui] a des conséquences dramatiques sur l’insécurité ».
Rompues à ces récupérations, les sphères de l’extrême droite identitaire reprennent quant à elles le terme de « francocide », inventé par le polémiste Éric Zemmour, et organisent des collages d’affiches, usant des mêmes méthodes qu’après le meurtre de Lola, âgée de 12 ans, tuée en 2022 par une ressortissante algérienne également tenue de quitter le territoire français. Le Collectif Némésis, d'extrême droite, appelle ainsi à une manifestation le 29 septembre 2024 contre les violences faites aux femmes ainsi que contre l'immigration qu'il juge incontrôlée en France. Le journal de gauche L'Humanité, qui a couvert la manifestation, dénonce le « racisme décomplexé de certains manifestants ». L'avocate de la défense dans cette affaire déplore la récupération politique de l'affaire, notamment par la droite et l'extrême droite.

#### Au centre et à droite: discours sécuritaire
Quatre jours après la mort de Philippine, le nouveau ministre de l’intérieur, Bruno Retailleau, se dit ainsi, sur le réseau social X, décidé à « faire évoluer notre arsenal juridique pour protéger les Français », en écho sa fameuse diatribe « Rétablir l’ordre » prononcée trois fois lors de sa prise de fonction. Laurent Wauquiez demande quant à lui une mission flash de l’Assemblée. Fin septembre, les députés du groupe Droite républicaine de Laurent Wauquiez déposent une proposition de loi pour allonger la durée de rétention des étrangers clandestins jugés dangereux.

#### À gauche: la question des féminicides et dénonciation de l’instrumentalisation
Des élus de gauche et des associations féministes, notamment Sandrine Rousseau et Maëlle Noir, du collectif féministe #NousToutes, déclarent que c’est le 104e féminicide depuis le début de l’année et appellent à « penser ce crime » sous le prisme des féminicides et de la récidive, non sous celui de l’immigration. Selon une estimation minimale de l’Observatoire des violences faites aux femmes, en 2021 en France, 217 000 femmes majeures ont été victimes de viols, tentatives de viol et/ou agressions sexuelles. Dans une chronique dans Le Monde, l’historienne Christelle Taraud, dénonce l’instrumentalisation anti-immigration de ce meurtre et que, si Philippine doit être réduite à une identité, ce n’est certes pas à son statut social, à sa confession religieuse ou encore à sa couleur de peau, comme le clame, de manière attendue, l’extrême droite, mais bien à sa qualité de femme.[pertinence contestée]
Le Syndicat de la magistrature, classé à gauche, déclare aussi que ces questions doivent « être envisagées à travers la capacité de la société tout entière à prévenir les féminicides et la récidive, quelle que soit la nationalité des personnes condamnées ». Il dénonce également une « surenchère xénophobe ».
Dans une chronique du 28 septembre, l'éditorialiste Philippe Bernard considère toutefois que pour de tels drames ne se reproduisent pas, il conviendrait « qu’une partie de la gauche cesse de réduire paresseusement l’exaspération des Français en pareil cas à du « racisme » ou au résultat d’une manipulation médiatico-politique » — un discours peu audible face au discours du ministre de l'Intérieur, inspiré de l'extrême droite. C'est dans cette logique que s'inscrit  l'ancien président François Hollande en déclarant que « c’est le problème des OQTF, il faut que ça aille vite », mettant par ailleurs en cause sur France Info la « chaîne pénale et administrative ».

### Médias français
Les présentateurs des grandes chaînes de télévision évoquent l'événement, à l'image de Gilles Bouleau déclarant que « le profil du meurtrier a fait réagir les politiques de tous bords », ou une journaliste de France 2 qui commente « la classe politique n’a pas de commentaires assez durs », ou enfin Éric Brunet, sur BFM TV, qui résume : « Ce fait divers tragique est devenu un fait politique. ».
Selon Télérama, les chaînes d'information en continu, notamment BFM TV et LCI, auraient participé à l'emballement politico-médiatique en invitant de nombreux représentants de la droite et de l'extrême droite pour évoquer cette affaire.

### Médias internationaux
La presse européenne réagit à l’événement en se concentrant principalement sur la question de l’obligation de quitter le territoire français dont le suspect faisait l'objet. C’est notamment le cas du média espagnol El País ou du journal suisse Le Temps,. Le medium italien Corriere della Sera se concentre sur le volet sécuritaire en citant la priorité répétée trois fois par Bruno Retailleau : « rétablir l’ordre, rétablir l’ordre, rétablir l’ordre ».
Divers médias arabes constatent que cette affaire cristallise à nouveau la question des « obligations de quitter le territoire français » (OQTF) dans les relations entre la France et le Maghreb. C'est notamment le cas du journal algérien TSA qui liste un grand nombre de déclarations qui mettent en cause les Algériens, alors que le suspect est marocain ou le journal marocain Telquel qui met en avant que le Maroc avait transmis aux autorités françaises un laissez-passer consulaire pour permettre l'éloignement du suspect, quelques jours avant le meurtre.

## Conséquences

### Plan Retailleau sur les OQTF
Après avoir martelé en prenant ses fonctions qu’il allait « rétablir l’ordre » et sous la pression politico-médiatique déclenchée par la mauvaise gestion du suspect Taha O., en situation irrégulière et sous OQTF, le ministre Bruno Retailleau convoque des préfets le 8 octobre et dévoile son plan pour augmenter le nombre d'éloignements d'étrangers en situation irrégulière faisant l'objet d'une OQTF. Vingt-et-un préfets, représentant 80 % des mesures d’éloignement notifiées à des étrangers, sont ainsi convoqués au ministère de l’Intérieur. Parmi les départements concernés, on retrouve Paris et sa banlieue, le Pas-de-Calais ou les Alpes-Maritimes, mais également le Bas-Rhin et le Rhône. Il leur fixe comme priorité la réduction de l'immigration illégale, mais aussi légale. Pour ce faire, il annonce revenir sur la fameuse circulaire Valls de 2012 qui permet la régularisation d’un peu moins de 30 000 personnes par an, mais ne donne pas de consigne particulière concernant les régularisations dans les métiers en tension prévues dans la dernière loi immigration.
Il déclare en outre vouloir permettre d'augmenter la durée maximale en rétention administrative, jusqu'à 210 jours, « pour les crimes les plus graves » commis par des migrants en situation irrégulière, alors qu’elle n’est actuellement possible pour cette durée que dans les cas de terrorisme. Cette piste avait déjà été évoquée par l'ancien premier ministre Michel Barnier dans son discours de politique générale quelques jours plus tôt.